# A Southern Cinderella
Pour plus de détails, voir Fiche technique et Distribution.

A Southern Cinderella est un film muet américain réalisé par Burton L. King et sorti en 1913.

## Fiche technique
- Titre : A Southern Cinderella
- Réalisation : Burton L. King
- Scénario : Adapté de la pièce de théâtre de Clyde Fitch
- Producteur : Thomas H. Ince
- Société de production : Broncho Film Company
- Société de distribution : Mutual Film
- Pays de production :  États-Unis
- Langue : Anglais
- Format : Noir et blanc — 35 mm — 1,33:1 — Muet
- Genre : Film dramatique
- Durée :
- Date de sortie : 
  - États-Unis : 16 avril 1913

## Distribution
- Richard Stanton : Capitaine Hammond
- Hazel Buckham : Eleanor Dayton, la fille du colonel Dayton
- John Burden : Colonel Dayton
- Margaret Thompson : la demi-sœur d'Eleanor